# Clavobrium zimbabweensis
Clavobrium zimbabweensis là một loài bọ cánh cứng trong họ Cerambycidae.